# Benferri (kommunhuvudort)
Benferri är en kommunhuvudort i Spanien.   Den ligger i provinsen Provincia de Alicante och regionen Valencia, i den sydöstra delen av landet, 300 km sydost om huvudstaden Madrid. Benferri ligger 55 meter över havet och antalet invånare är 1 494.
Terrängen runt Benferri är varierad.Runt Benferri är det ganska tätbefolkat, med 149 invånare per kvadratkilometer. Närmaste större samhälle är Orihuela, 6,5 km söder om Benferri. Trakten runt Benferri består till största delen av jordbruksmark.